# أدريان دنبار
أدريان دنبار (من مواليد 1 أغسطس 1958)؛ (بالإنجليزية: Adrian Dunbar) هو ممثل ومخرج إيرلندي شمالي، المعروف بأعماله التلفزيونية والمسرحية، شارك في كتابة فيلم اسمع أغنيتي عام 1991، والذي تم ترشيحه لأفضل سيناريو أصلي في حفل توزيع جوائز بافتا.

## حياته
ولد دنبار ونشأ في إنيسكيلين، في مقاطعة فيرماناغ، أيرلندا الشمالية ، وهو الأكبر من بين سبعة أشقاء، تلقى تعليمه في كلية سانت جوزيف قبل التحاقه بمدرسة جيلدهول للموسيقى والدراما في لندن. حصل على درجة الدكتوراه الفخرية في الآداب من جامعة ألستر في يونيو 2009 تقديراً لخدماته في التمثيل.

## روابط خارجية
- أدريان دنبار على موقع IMDb (الإنجليزية)
- أدريان دنبار على موقع ألو سيني (الفرنسية)
- أدريان دنبار على موقع ميوزك برينز (الإنجليزية)
- أدريان دنبار على موقع أول موفي (الإنجليزية)
- أدريان دنبار على موقع قاعدة بيانات الأفلام السويدية (السويدية)
- أدريان دنبار على موقع إن إن دي بي (الإنجليزية)
- أدريان دنبار على موقع قاعدة بيانات الفيلم (الإنجليزية)
- أدريان دنبار على موقع كينوبويسك (الروسية)